# Rosemary Thorp
Rosemary Thorp (Inglaterra, 2 de octubre de 1940), reconocida economista e investigadora de las ciencias sociales. Se dedica a investigar y publicar sobre la desigualdad entre grupos humanos, especialmente étnicos, y sobre situaciones específicas en Perú, Bolivia y Guatemala.

## Biografía
Profesora en Economía de América Latina desde 1970 en la Universidad de Oxford, de donde se graduó en 1962 en Filosofía, Política y Economía. Miembro del profesorado (fellow) del St Antony’s College desde 1978. En 1995 dejó el Departamento de Economía para pasar al Queen Elizabeth House. La profesora Thorp ha escrito y coordinado la publicación de diversos libros sobre América Latina.
Su primer libro importante fue sobre Perú:1890-1977. Crecimiento y políticas en una economía abierta, escrito con Geoffrey Bertram en la segunda mitad de los años setenta.
Una de sus publicaciones más resultante ha sido Progreso, pobreza y exclusión: una historia económica de América Latina en el siglo XX (1998), escrito a invitación del Banco Interamericano de Desarrollo y publicado también en inglés, francés y portugués. Este libro ha sido resultado de su larga trayectoria de investigadora sobre la economía de diversos países de América Latina, de coordinadora de muchos libros de historia económica comparada latinoamericana y de su capacidad de convocatoria académica para involucrar a importantes investigadores en el estudio de aspectos específicos.  

## Obras y publicaciones[4]
- Economic Doctrines in Latin America: Origin, Evolution and Embedding (editado con Valpy FitzGerald, 2006).
- Group Behaviour and Development (editado con Judith Heyer y Frances Stewart, 2005).
- Decentralizing Development: the Political Economy of Institutional Change in Colombia and Chile (coautoría con Alan Angell y Pam Lowden, 2001).
- La era de las exportaciones latinoamericanas. De fines del siglo XIX a principios del XX (editado con Enrique Cárdenas y José Antonio Ocampo, 2003).
- Industrialización y Estado en América Latina: la leyenda negra de la posguerra (editado en México, FCE, 2003). Industrialization and the State in Latin America: the Black Legend and the Post-War Years (editado con Enrique Cárdenas y José Antonio Ocampo, 2000).
- Gestión económica y desarrollo en Perú y Colombia (Universidad del Pacífico, 1995).
- América Latina en los años treinta. El papel de la periferia en la crisis mundial (editado en México, FCE, 1988).
- La crisis de la deuda en América Latina (Siglo XXI, México, 1986). Latin American Debt and the Adjustment Crisis (coeditado con Laurence Whitehead, 1987).
- Inflación y estabilización en América Latina (Fondo de Cultura Económica, México,1984). Inflation and Stabilization in Latin America (editado con Laurence Whitehead,1979).

## Premios y reconocimientos
- El dos de diciembre de 2008, Rosemary Thorp fue investida como Doctora Honoris Causa de la Pontificia Universidad Católica del Perú.[5]